# Smalle weegbree
Smalle weegbree (Plantago lanceolata) is een vaste plant uit de weegbreefamilie.

## Determinatie
De grootte van de plant kan sterk verschillen, maar ze wordt maximaal 0,5 m hoog. De soort begint in West-Europa in de voorzomer te bloeien en er zijn tot in de herfst bloeiende exemplaren te vinden. De bladeren staan allemaal in een bladrozet. Ze zijn lancetvormig en in voedselrijke omstandigheden staan ze opgericht. Onder schrale omstandigheden zijn ze kleiner, ronder van vorm en liggen ze plat tegen de grond. De aar staat op een gegroefde steel en is wat groen-bruinig van kleur. De bloei is van beneden naar boven waarbij eerst de stampers (protogynisch) en daarna de meeldraden zichtbaar zijn. De witte helmknoppen, die op de helmdraden relatief ver buiten de aar staan, steken hiertegen af. De bloemen hebben doorschijnende kroonslipjes met een bruine streep. De bloempjes produceren drie zaden. De aar is bij planten in voedselarme omstandigheden korter en boller van vorm.

## Ecologie
Smalle weegbree kent een brede ecologische amplitude. Het is hoofdzakelijk een soort van graslanden. Qua trofiegraad komt ze voor op eutrofe tot meso-oligotrofe milieus. In relatief schrale(re) milieus kan de soort eutrofiëring goed verdragen en kan dan zelfs tot dominantie komen. Zware bemesting (hypertrofie) kan de soort echter niet aan. Voorts is smalle weegbree veel te vinden in tredvegetatie en in de voegen van plaveisel.

### Fauna
Smalle weegbree is waardplant voor verscheidene dagvlinders veldparelmoervlinder, bosparelmoervlinder, tweekleurige parelmoervlinder, westelijke parelmoervlinder, de weegbreebeer en de microvlinders smalle weegbreemot, paardenbloembladroller en anjermot. Ook is het de waardplant van de bruinrode weegbreesnuitkever. Deze legt haar eitjes op de plant waarna de larven afdalen naar de penwortel om later in de grond te verpoppen.

## Verspreiding
In West-Europa is het in het wild een zeer algemene plant. Uit pollenanalyse is gebleken dat rond 3000 v.Chr. in de gebieden waar tegenwoordig Nederland ligt smalle weegbree sterk in aantal toenam. Dit wordt verklaard door toenemende landbouwactiviteiten, waardoor meer voor de plant geschikte grazige vestigingsplaatsen ontstonden.

## Gebruik
De smalle weegbree is niet giftig en kan als voedsel worden gegeven aan knaagdieren en konijnen.
In de kruidengeneeskunde wordt een aftreksel van de zaden wel voorgeschreven tegen lichte diarree. Een extract van de smalle weegbree wordt soms gebruikt voor de verzorging van de oren. De jonge bladeren zijn zowel rauw als geroerbakt, gestoofd of gekookt te eten door mensen.

## Afbeeldingen

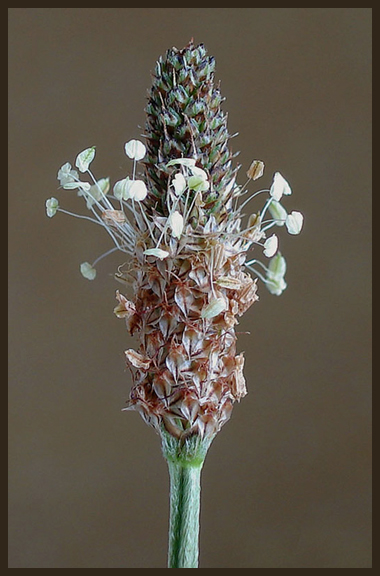
Smalle weegbree
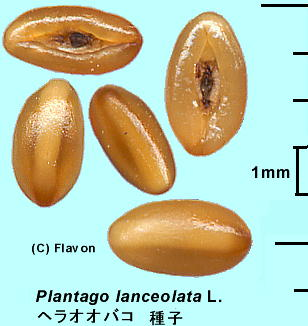
Zaden
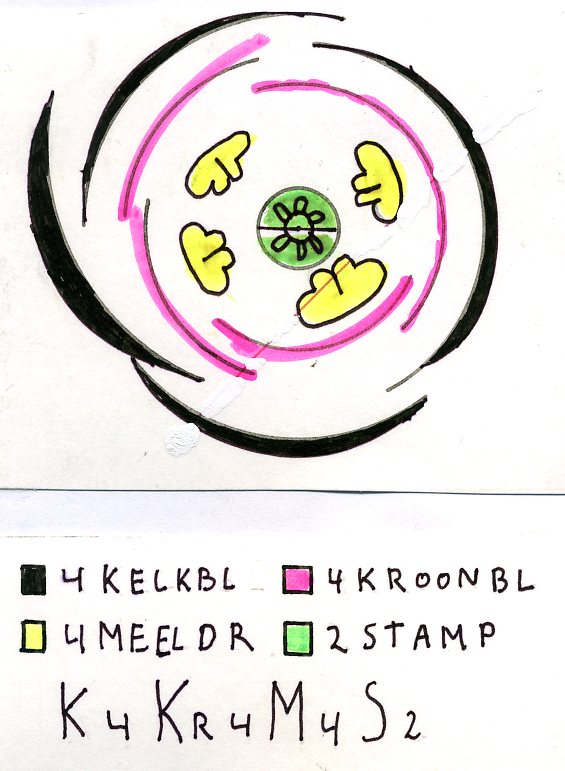
Bloemdiagram

... · 
P. indica (zandweegbree) · 
P. coronopus (hertshoornweegbree) · 
P. lanceolata (smalle weegbree) · 
P. major · 
P. major subsp. intermedia (getande weegbree) · 
P. major subsp. major (grote weegbree) ·
P. maritima (zeeweegbree) · 
P. media (ruige weegbree) · 
P. ovata · 
...